# Simpson (Carolina del Nord)
Simpson és una població dels Estats Units a l'estat de Carolina del Nord. Segons el cens del 2008 tenia 463 habitants.

## Demografia
Segons el cens del 2000, Simpson tenia 464 habitants, 189 habitatges i 131 famílies. La densitat de població era de 484,2 habitants per km².
Dels 189 habitatges en un 26,5% hi vivien nens de menys de 18 anys, en un 51,3% hi vivien parelles casades, en un 14,8% dones solteres, i en un 30,2% no eren unitats familiars. En el 28% dels habitatges hi vivien persones soles el 14,3% de les quals corresponia a persones de 65 anys o més que vivien soles. El nombre mitjà de persones vivint en cada habitatge era de 2,46 i el nombre mitjà de persones que vivien en cada família era de 3,01.
Per edats la població es repartia de la següent manera: un 22,8% tenia menys de 18 anys, un 7,1% entre 18 i 24, un 29,3% entre 25 i 44, un 26,5% de 45 a 60 i un 14,2% 65 anys o més.
L'edat mediana era de 39 anys. Per cada 100 dones de 18 o més anys hi havia 86,5 homes.
La renda mediana per habitatge era de 37.188 $ i la renda mediana per família de 47.500 $. Els homes tenien una renda mediana de 34.464 $ mentre que les dones 25.313 $. La renda per capita de la població era de 18.541 $. Entorn del 14,2% de les famílies i el 13,2% de la població estaven per davall del llindar de pobresa.

## Poblacions més properes
El següent diagrama mostra les poblacions més properes.